# Foram e-sports
MGD e-sports（ムゴド イースポーツ、略称：MGD）は、サウジアラビアを本拠地としてeスポーツシーンで活動するアマチュアゲーミングチーム。

## 概要
2024年4月1日にまんまんにより設立され、設立当初はFortniteクランとして活動していたが同年8月中旬に謎チームを目指すことにシフトチェンジ、現在は６つの部門が活動しており、さまざまな大会で実績を残してきている。

## 略歴
- 2024年
  - 4月1日 解散

## 活動中の部門

### Fortnite
活動休止

### VALORANT
活動休止

### Apex Legends
活動休止

### Overwatch2
2024年10月1日eスポーツチーム化に伴い設立。11月にOWCS本戦への出場経験を持つ選手との契約を発表し、12月に行われた東京メトロカップOverwatch2でオフラインで行われた本戦で決勝進出、VARRELと激戦を繰り広げるも準優勝。

### eFootball
2024年10月1日eスポーツチーム化に伴い設立。FRM eFootball ACADEMYではチームの選手がコーチング指導を行い、今後を担っていくプレイヤーの育成も行っている。

### streamer
2024年10月1日eスポーツチーム化に伴い設立。VTuberをはじめとするさまざまなストリーマーと契約している。